# Box-office France 1991
Cet article traite du box-office cinéma de 1991 en France.

## Les films à plus d'un million d'entrées
| Rang | Titre                                    | Pays | Réalisateur                                       | Entrées   |
| ---- | ---------------------------------------- | ---- | ------------------------------------------------- | --------- |
| 1.   | Danse avec les loups                     |      | Kevin Costner                                     | 7 280 124 |
| 2.   | Terminator 2 : Le Jugement dernier       |      | James Cameron                                     | 6 118 250 |
| 3.   | Robin des Bois, prince des voleurs       |      | Kevin Reynolds                                    | 4 938 602 |
| 4.   | Croc-Blanc                               |      | Randal Kleiser                                    | 3 501 373 |
| 5.   | Le Silence des agneaux                   |      | Jonathan Demme                                    | 3 110 147 |
| 6.   | Bernard et Bianca au pays des kangourous |      | Hendel Butoy / Mike Gabriel                       | 2 403 254 |
| 7.   | Tous les matins du monde                 |      | Alain Corneau                                     | 2 152 966 |
| 8.   | Hot Shots!                               |      | Jim Abrahams                                      | 2 121 622 |
| 9.   | Un flic à la maternelle                  |      | Ivan Reitman                                      | 1 917 647 |
| 10.  | Double Impact                            |      | Sheldon Lettich                                   | 1 743 544 |
| 11.  | Jamais sans ma fille                     |      | Brian Gilbert                                     | 1 716 847 |
| 12.  | Allô maman, c'est encore moi             |      | Amy Heckerling                                    | 1 706 349 |
| 13.  | Une époque formidable...                 |      | Gérard Jugnot                                     | 1 672 754 |
| 14.  | La Totale !                              |      | Claude Zidi                                       | 1 639 813 |
| 15.  | L'Opération Corned-Beef                  |      | Jean-Marie Poiré                                  | 1 475 580 |
| 16.  | L'Expérience interdite                   |      | Joel Schumacher                                   | 1 465 121 |
| 17.  | Mon père, ce héros                       |      | Gérard Lauzier                                    | 1 428 871 |
| 18.  | Delicatessen                             |      | Jean-Pierre Jeunet / Marc Caro                    | 1 407 818 |
| 19.  | Highlander, le retour                    |      | Russell Mulcahy                                   | 1 377 109 |
| 20.  | Point Break                              |      | Kathryn Bigelow                                   | 1 351 132 |
| 21.  | Van Gogh                                 |      | Maurice Pialat                                    | 1 307 437 |
| 22.  | Madame Bovary                            |      | Claude Chabrol                                    | 1 292 151 |
| 23.  | Alice                                    |      | Woody Allen                                       | 1 244 890 |
| 24.  | The Doors                                |      | Oliver Stone                                      | 1 230 999 |
| 25.  | Backdraft                                |      | Ron Howard                                        | 1 201 511 |
| 26.  | Ma vie est un enfer                      |      | Josiane Balasko                                   | 1 170 523 |
| 27.  | Lucky Luke                               |      | Terence Hill                                      | 1 103 626 |
| 28.  | Merci la vie                             |      | Bertrand Blier                                    | 1 088 777 |
| 29.  | Atlantis                                 |      | Luc Besson                                        | 1 070 271 |
|      | Cendrillon (rep)                         |      | Clyde Geronimi / Wilfred Jackson / Hamilton Luske | 1 000 000 |

Par pays d'origine des films (Pays producteur principal)
- États-Unis : 16 films
- France : 11 films
- Italie : 1 film
- Royaume-Uni : 1 film
- Total : 29 films